# الطاقة النووية في الاتحاد الأوروبي
شكلت الطاقة النووية في الاتحاد الأوروبي نحو 15% من إجمالي الطاقة المستهلكة في عام 2005. تختلف سياسات الطاقة في الدول الأعضاء في الاتحاد الأوروبي بشكل كبير. امتلكت 14 دولة من أصل 27 مفاعلات نووية اعتبارًا من يناير 2010. الدول التي لديها مفاعلات هي: بلجيكا، وبلغاريا، وجمهورية التشيك، وفنلندا، وفرنسا، وألمانيا، والمجر، وهولندا، ورومانيا، وسلوفاكيا، وسلوفينيا، وإسبانيا، والسويد، والمملكة المتحدة. 

## اختبارات الجهد
طُورت اختبارات الجهد في الاتحاد الأوروبي في أعقاب كارثة فوكوشيما النووية، وذلك بهدف جعل جميع المفاعلات الأوروبية البالغ عددها 132 مفاعلًا قيد العمل تتبع نفس معايير الأمان ولديها نفس مستوى الأمان لقائمة الأحداث الكارثية المحتملة (مثل الزلازل أو الفيضانات أو تحطم طائرة). أثبتت معظم المفاعلات جودتها خلال الاختبارات، مع وجود أربعة مفاعلات فقط في دولتين احتاجت أقل من ساعة واحدة لإعادة تنشيط أنظمة السلامة لديها؛ ومع ذلك، يتعين على معظم المفاعلات الخضوع لبرنامج لتحديث السلامة. قُدّرت تكاليف تحسينات السلامة الإضافية في عام 2012 بحدود 30 مليون يورو إلى 200 مليون يورو لكل وحدة مفاعل. وبالتالي، يمكن أن تكون التكاليف الإجمالية للمفاعلات البالغ عددها 132 مفاعلًا قيد العمل في الاتحاد الأوروبي بحدود 10-25 مليار يورو لجميع وحدات مفاعلات الطاقة النووية في الاتحاد الأوروبي على مدى السنوات القادمة. 

## جمع الطاقة
في عام 2005، لبّت دول الاتحاد الأوروبي البالغ عددها 27 دولة حاجتها الاستهلاكية من الطاقة الأولية بنسبة 36.7% من النفط و24.6% من الغاز و17.7% من الفحم و14.2% من الطاقة النووية و6.7% من مصادر الطاقة المتجددة و0.1% من المخلفات الصناعية. في عام 2006، وفرت الطاقة النووية أكبر مصدر للكهرباء (29.5%) بإنتاج 990 تيراواط ساعي، وقدرة مثبّتة تبلغ 134 غيغاواط (17.6% من إجمالي الطاقة المثبّتة). كانت المصدر الرائد للطاقة الكهربائية في بلجيكا وفرنسا والمجر وليتوانيا وسلوفاكيا. في فرنسا، حيث تُعد الطاقة النووية أيضًا أكبر مصدر للطاقة الأولية، أُنتج 450 تيراواط ساعي في عام 2006 – أي 45% من إجمالي إنتاج الاتحاد الأوروبي. لم تنتج الدنمارك وإستونيا وأيرلندا واليونان وإيطاليا وقبرص ولاتفيا ولوكسمبورغ ومالطا والنمسا وبولندا والبرتغال أي طاقة نووية. اعتبارًا من يونيو 2013، كان هناك 131 مفاعلًا نوويًا في الاتحاد الأوروبي. تقع 112 وحدة من هذه الوحدات في ثمانية من دول غرب الاتحاد الأوروبي. ارتفع إجمالي توليد الطاقة النووية من منشآت الطاقة في الاتحاد الأوروبي بنسبة 25% منذ عام 1995 وحتى عام 2005. حدث معظم هذا النمو في التسعينات في القرن العشرين. وانخفضت القدرة المثبّتة بنسبة 2.6% منذ عام 1990 وانخفضت المساهمة النسبية بالقياس إلى مجموع الكهرباء الإجمالي من 30.8% في عام 1990 إلى 30.2% في عام 2005. 

## سياسة الاتحاد الأوروبي
تخضع السياسة النووية الأوروبية لمعاهدة يوراتوم. لذلك، لا تنطبق سياسة الاتحاد الأوروبي الاعتيادية، على سبيل المثال سياسية البيئة أو السوق، على قضايا المجال النووي. تكون السياسة النووية بشكل رئيسي من اختصاص الدول الأعضاء. على مستوى الاتحاد الأوروبي، تعد المفوضية الأوروبية التابعة للإدارة العامة (دي جي إي إن إي آر) صاحبة السلطة الرئيسية للقضايا النووية في الاتحاد الأوروبي.
يعد المجلس الأوروبي مكان اتخاذ القرارات الحكومية الدولية. لا يملك البرلمان الأوروبي سلطة في مجال السياسة النووية سوى الحق في طرح الأسئلة على المفوضية الأوروبية.
في حالة الطوارئ الإشعاعية، يشغّل الاتحاد الأوروبي نظام إنذار الجماعة الأوروبية لتبادل المعلومات الإشعاعية الطارئة (إي سي يو آر آي إي)، الذي ينبه جميع السلطات الوطنية على الفور بوجود خطر نووي وشيك. ثُبّت هذا النظام بعد تجربة كارثة تشيرنوبل.
تشير خطة تكنولوجيات الطاقة الاستراتيجية (سي إي تي) الخاصة بالمفوضية إلى «مبادرة الانشطار النووي المستدام» لتطوير مفاعلات الجيل الرابع باعتبارها إحدى أولويات البحث في الاتحاد الأوروبي.
تقترح المفوضية الأوروبية إجراء اختبار الجهد لجميع منشآت الطاقة النووية في أوروبا، وذلك لإثبات أن الأسطول النووي يمكنه تحمل حوادث مثل تلك التي وقعت في فوكوشيما. تقترح المفوضية الأوروبية أيضًا إجراء اختبارات للدول القريبة من الاتحاد الأوروبي التي تستخدم الطاقة النووية. 

## المخلفات النووية
ينتج الاتحاد الأوروبي في المتوسط نحو 40,000 متر مكعب من المخلفات المشعة سنويًا. ثمانون بالمائة من تلك هي نفايات مشعة منخفضة المستوى قصيرة العمر. تعد فرنسا والمملكة المتحدة حاليا الدولتان الوحيدتان في الاتحاد الأوروبي اللتان تعيدان معالجة المخلفات النووية. ومع ذلك، تتخلص المملكة المتحدة من عمليات إعادة معالجة الوقود المحترق تدريجيًا، ولكن من المتوقع أن تستمر تلك العملية في فرنسا. تشمل الدول التي تستخدم هذا الوقود المعاد معالجته حاليًا (وقود أكسيد مختلط): ألمانيا وبلجيكا وفرنسا وسويسرا. تقلل عملية إعادة معالجة الوقود المحترق بشكل كبير من حجمه وتؤدي لاستخراج البلوتونيوم منه. على الرغم أن البلوتونيوم مرتبط بشكل شائع بالأسلحة النووية، إلا أن البلوتونيوم المستخرج من إعادة المعالجة غير مناسب للأسلحة النووية «الكلاسيكية».   
يمول البنك الأوروبي لإعادة البناء والتنمية تفكيك المنشآت النووية القديمة في بلغاريا وليتوانيا وسلوفاكيا. 
تعمل الدول الأعضاء في الاتحاد الأوروبي النمسا وأيرلندا وهولندا وبولندا وسلوفاكيا وبلغاريا وإيطاليا وليتوانيا ورومانيا وسلوفينيا معًا منذ يناير 2009 في المنظمة الأوروبية لتطوير المستودعات (إي آر دي أو) لمعالجة القضايا الشائعة المتعلقة بتخزين المخلفات النووية. 
كانت المنظمة الأوروبية لتخزين المستودعات تعمل في أوائل عام 2010 على خطة لتخزين المخلفات النووية الأوروبية في مكان ما في شرق أوروبا. 
«يُنتج حوالي 7000 متر مكعب من المخلفات النووية عالية المستوى في جميع أنحاء الاتحاد الأوروبي كل عام. وتخزن معظم الدول الأعضاء الوقود المحترق وغيره من المخلفات ذات الإشعاع العالي في منشآت تخزين فوق الأرض تحتاج إلى صيانة وإشراف مستمرين وهي عرضة لخطر الحوادث، مثل تحطم الطائرات أو الحرائق أو الزلازل. تشحن المجر وبلغاريا حاليًا المخلفات النووية إلى روسيا». 

## تفكيك المفاعلات النووية
يُقدّر أن أكثر من ثلث المفاعلات على قيد العمل حاليًا في الاتحاد الأوروبي ستكون في نهاية دورة حياتها بحلول عام 2025، وتحتاج إلى إيقاف التشغيل. في وقت انضمامها إلى الاتحاد الأوروبي، وافقت دول بلغاريا وليتوانيا وسلوفاكيا على إغلاق المفاعلات في مواقع كوزلودي، وإيغناليا، وبوهونايس على التوالي: وتعد هذه البرامج قيد التنفيذ حاليًا. تعد أنشطة التفكيك الأخرى قيد التنفيذ بالنسبة للمفاعلات القديمة، التي تتخلص الدول منها لأسباب سياسية (مثل إيطاليا، ألمانيا) أو لمجرد أنها بلغت نهاية حياتها (مثل المملكة المتحدة). 

## الخطط المستقبلية
تقوم ثماني دول أوروبية حاليًا ببناء مفاعلات نووية جديدة، أو تخطط بجدية لبناء مفاعلات جديدة، وهي:
- فرنسا
- فنلندا
- سلوفاكيا
- المملكة المتحدة
- بولندا
- هنغاريا
- رومانيا
- جمهورية التشيك

يبدو أن الخطط السلوفينية لتوسيع منشأة «كرشو» قد أُلغيت، بدلاً من ذلك، فإن تمديد عمرها 20 عامًا لا يزال قيد التقدير. أُجلت المفاعلات النووية الأوروبية المضغوطة (إي بّي آر) الجديدة التي كانت قيد الإنشاء في فنلندا وفرنسا وباتت تكلف أكثر من ميزانيتها. ظهرت مشاكل مماثلة تتعلق بمفاعلات القدرة المائية-المائية الجديدة قيد الإنشاء في موتشوفز بسلوفاكيا، والتي اقترب موعد إغلاقها على أي حال. 
تبني شركات الطاقة مفاعلات نووية في فنلندا وفرنسا وتواصل الدولة الفرنسية تمويل الطاقة النووية، مع إضافة مليار يورو للمساعدة في البحث عن تكنولوجيا الجيل الرابع والسلامة النووية. 
وسّعت العديد من الدول، من بين تلك التي تمتلك منشآت للطاقة النووية، على أي حال قدرتها على توليد الطاقة النووية من خلال ترقية المفاعلات الحالية فقط. تمنح هذه الترقيات طاقة أكبر بنسبة 10% إلى 29% لكل وحدة.